# Que se mueran los feos
Que se mueran los feos es el título de una película española dirigida por Nacho G. Velilla, director y guionista de otras películas y series como Aída o Médico de familia. Está protagonizada por Javier Cámara y Carmen Machi.

## Personajes
- Javier Cámara es Eliseo Vidal, el feo.
- Carmen Machi es Nati, la cuñada de Eliseo.
- Hugo Silva es Román, el guaperas.
- Ingrid Rubio es Mónica, la peluquera lesbiana.
- Julián López es Bertín, el tonto del pueblo.
- Juan Diego es Auxilio, el tío de Eliseo.
- Lluís Villanueva es Javier, el padre de familia.
- Tristán Ulloa es Abel, el cura.
- María Pujalte es Begoña, la mujer de Javier.
- Kira Miró es Paloma, la rubia «recién separada».
- Petra Martínez es la madre de Elíseo.
- Goizalde Núñez es Rosa.
- Meritxell Huertas es Vanesa.

## Sinopsis
Eliseo, cojo y no muy agraciado, vive con su madre y su tío Auxilio, eterno enfermo de cáncer. No ha encontrado a la mujer de su vida y no conoce el amor, así que se dedica a cuidar de la granja familiar. Años atrás ya había renunciado a su sueño, entrar en el conservatorio y estudiar trompeta, pero su madre acaba convenciéndolo de que vuelva a estudiar música. Sin embargo, sus planes se truncan con el fallecimiento de la madre al ser atropellada precisamente cuando se despedía de su hijo. Después del trágico suceso, el protagonista decide establecerse definitivamente en el pueblo, resignado a ser el eterno soltero del pueblo.  

Por su parte, Nati, cuñada de Eliseo, acude a la casona familiar buscando refugio y cariño tras enterarse de la infidelidad de su marido. Nati, que ha superado un cáncer de mama, muestra una alegría de vivir que contagia al desconfiado Eliseo. Después de un rocambolesco concurso de vacas, tienen lugar las fiestas del pueblo, durante las cuales todas las historias se cruzan y acaban produciendo situaciones hilarantes y emotivas.

## Comentarios
La película fue rodada en Las Tiesas Altas, Jaca, Ansó y Hecho en la provincia de Huesca, también en Huesca ciudad y en Zaragoza capital durante el mes de junio de 2009. El inicio de la película fue grabado en las inmediaciones del Teatro Carlos III ubicado en San Lorenzo de El Escorial

## Bandas sonoras
Que se mueran los feos de Los Sírex y Eres tú de Mocedades.

## Guion
La película narra la historia de amor, no con chico y chica guapos, sino los dos son feos que se sienten acomplejados, y más en un pueblo donde las relaciones personales son totalmente distintas a las de las grandes ciudades, en donde personas muy diferentes pueden conocerse desde pequeños y convertirse en grandes amigos. Creándose una especie de realismo mágico.

## Críticas
Ha habido bastantes críticas en contra de la película casos como el de Javier Ocaña que dijo: «Va de moderna, pero es tan rancia como cualquier obra costumbrista del landismo de los setenta.»

## Taquilla
En su primer fin de semana, Que se mueran los feos debutó en el n.º 2 de la taquilla española en 296 salas al recaudar 1 343 570 € tras ser vista por 207 923 espectadores. A 8 de agosto de 2010, y tras 12 semanas, lleva recaudados 6 634 286 € y ha sido vista por 1 085 151 espectadores. Superando el éxito de la anterior película de Velilla.

## Premios y nominaciones
Premios Fotogramas de Plata
| Año  | Categoría            | Persona      | Resultado |
| ---- | -------------------- | ------------ | --------- |
| 2010 | Mejor actriz de cine | Carmen Machi | Nominada  |

Premios de la Unión de Actores
| Año  | Categoría                          | Persona        | Resultado |
| ---- | ---------------------------------- | -------------- | --------- |
| 2010 | Mejor actriz de reparto en el cine | Goizalde Núñez | Nominada  |
| 2010 | Mejor actriz de reparto en el cine | Carmen Ruiz    | Nominada  |

## Características
La película recuerda a las películas de este subgénero en el que se hicieron famosos actores como Alfredo Landa o Paco Martínez Soria y directores como Pedro Lazaga o Mariano Ozores. También recuerda estéticamente a las películas de Javier Fesser como El milagro de P. Tinto.

## Ayuda a la discapacidad
El jueves 24 de junio de 2010, se ha proyectado en la sala Lys de Valencia, de forma gratuita, la película para personas con discapacidad. Se ha colocado una pantalla de colores para que sigan lo que dicen los actores las personas sordas, y unos auriculares donde se relata a la perfección la situación y los diálogos de los personajes para los ciegos. Es la sexta película que se proyecta de esta manera en Valencia tras las españolas Ágora, Pérez, el ratoncito de tus sueños 2 y Los abrazos rotos, la británica Slumdog Millionaire y la estadounidense Indiana Jones y el reino de la calavera de cristal.

## Reparto
| Intérprete         | Personaje                          |
| ------------------ | ---------------------------------- |
| Javier Cámara      | Eliseo, el feo                     |
| Carmen Machi       | Nati, la cuñada de Eliseo          |
| Hugo Silva         | Román, el guaperas                 |
| Ingrid Rubio       | Mónica, la peluquera lesbiana      |
| Julián López       | Bertín, el tonto del pueblo        |
| Juan Diego         | Auxilio, el tío de Eliseo          |
| Lluís Villanueva   | Javier, el padre de familia        |
| Tristán Ulloa      | Abel, el cura                      |
| María Pujalte      | Begoña, la mujer de Javier         |
| Kira Miró          | Paloma, la rubia «recién separada» |
| Petra Martínez     | Nieves, madre de Elíseo            |
| Goizalde Núñez     | Rosa                               |
| María Pastor       | Luz                                |
| Teresa Lozano      | Carmen                             |
| Silvia Casanova    | Milagros                           |
| Pere Arquillué     | Juan                               |
| Javier Mora        | Luis                               |
| Fanny de Castro    | Pitonisa                           |
| Carmen Ruiz        | Sofía                              |
| Meritxell Huertas  | Vanesa                             |
| Ana López          | Clara                              |
| Lorién Asién       | Niño                               |
| Martín Marraco     | Niño                               |
| Diego Marraco      | Niño                               |
| Jaume Serrabassa   | Juez Concurso                      |
| Guillermo Mata     | Músico 2                           |
| José Ramón Oto     | Músico 3                           |
| Ángel Mógica       | Músico 4                           |
| Juan Ramón Vericad | Músico 5                           |